# Rhododendron malipoense
Rhododendron malipoense är en ljungväxtart som beskrevs av M.Y. He. Rhododendron malipoense ingår i släktet rododendron, och familjen ljungväxter. Inga underarter finns listade i Catalogue of Life.